# Gros bébé
Albums de Naza
Bénef
(2019) Nazaland
(2024)
Singles
1. Joli bébé
Sortie : 10 septembre 2020
2. Faut pardonner
Sortie : 13 novembre 2020
3. Folie
Sortie : 6 janvier 2021
4. Liquide
Sortie : 31 mars 2021

Gros bébé est la quatrième album studio du rappeur français Naza sorti 13 novembre 2020. Il a été certifié disque d'or. Il a vendu près de 50 000 exemplaires,. Il est composé de 16 morceaux dont 5 featurings avec Niska, KeBlack, Heuss L'Enfoiré, SCH et RK.

## Genèse
Le 10 septembre 2020, il sort son nouveau single Joli bébé en featuring avec Niska, le titre est certifié single de diamant en France.
Le clip de Faut pardonner est sorti le jour de sortie de l'album, le 13 novembre 2020. Le titre est certifié single d'or.
En première semaine, l'album se vend à 7 448 exemplaires.

## Clip vidéo
- Joli bébé (feat. Niska) : 11 septembre 2020
- Faut pardonner[14] : 13 novembre 2020
- Folie : 6 janvier 2021
- Liquide[15] : 31 mars 2021

## Listes des titres
| 1.  | Folie                                      | Naza                  | Binguy                          | 2:37 |
| 2.  | Liquide                                    | Naza, Binguy          | Kore, Aurélien Mazin & NASKID   | 3:15 |
| 3.  | Joli Bébé (feat. Niska)                    | Naza, Niska           | DJ Erise, Latimer, Léo Brousset | 2:58 |
| 4.  | Faut pardonner                             | Naza                  | DJ Erise, Léo Brousset          | 2:56 |
| 5.  | T'as pas idée                              | Naza, Binguy          | Timo                            | 3:06 |
| 6.  | J'ai pas sommeil                           | Naza, Binguy          | Binguy                          | 2:44 |
| 7.  | Symphonie du bendo (feat. Heuss l'Enfoiré) | Naza, Heuss l'Enfoiré | Binguy                          | 2:57 |
| 8.  | Toi va là-bas                              | Naza                  | Djazzi, Binguy                  | 2:33 |
| 9.  | Ambulance                                  | Naza                  | Binguy                          | 3:16 |
| 10. | Mytho                                      | Naza                  | Dany Synthé                     | 3:35 |
| 11. | Mauvais (feat. SCH)                        | Naza, SCH             | Dany Synthé                     | 2:36 |
| 12. | Je peux pas                                | Naza                  | Latimer, Léo Brousset           | 2:27 |
| 13. | Quand même (feat. RK)                      | Naza, RK              | DJ Erise, Latimer, Léo Brousset | 2:51 |
| 14. | Parka                                      | Naza                  | Dany Synthé                     | 2:59 |
| 15. | C'est comme ça (feat. KeBlack)             | Naza, KeBlack         | Ghenda                          | 2:44 |
| 16. | Bye bye                                    | Naza                  | Binguy, Denza                   | 2:32 |

| 1. | Je pense à demain | Naza         | Yopsy, Shearty, Jokzzz                 | 3:12 |
| 2. | 6 du mat          | Naza, Binguy | DJ Erise, Latimer, Léo Brousset        | 3:00 |
| 3. | Vie de César      | Naza         | Binguy                                 | 2:36 |
| 4. | Loin de moi       | Naza         | DJ Erise, Benjay, Ray Da Prince, Denza | 2:23 |

## Titre certifié
- Joli bébé (feat. Niska)  Diamant[10]
- Faut pardonner  Or[12]

## Classements et certification

### Classements hebdomadaires
| Classements (2020)           | Meilleure position |
| ---------------------------- | ------------------ |
| Belgique (Wallonie Ultratop) | 12                 |
| Belgique (Flandre Ultratop)  | 98                 |
| France (SNEP)                | 3                  |
| Suisse (Schweizer Hitparade) | 48                 |

### Certification
| Région                                                                                                 | Certification | Ventes/Streams |
| --- | ------------- | -------------- |
| France (SNEP)                                                                                          | Platine       | 100 000        |
| *Ventes selon la certification ^Mise en rayon selon la certification xNon précisé par la certification |               |                |